# Bugatti Type 13

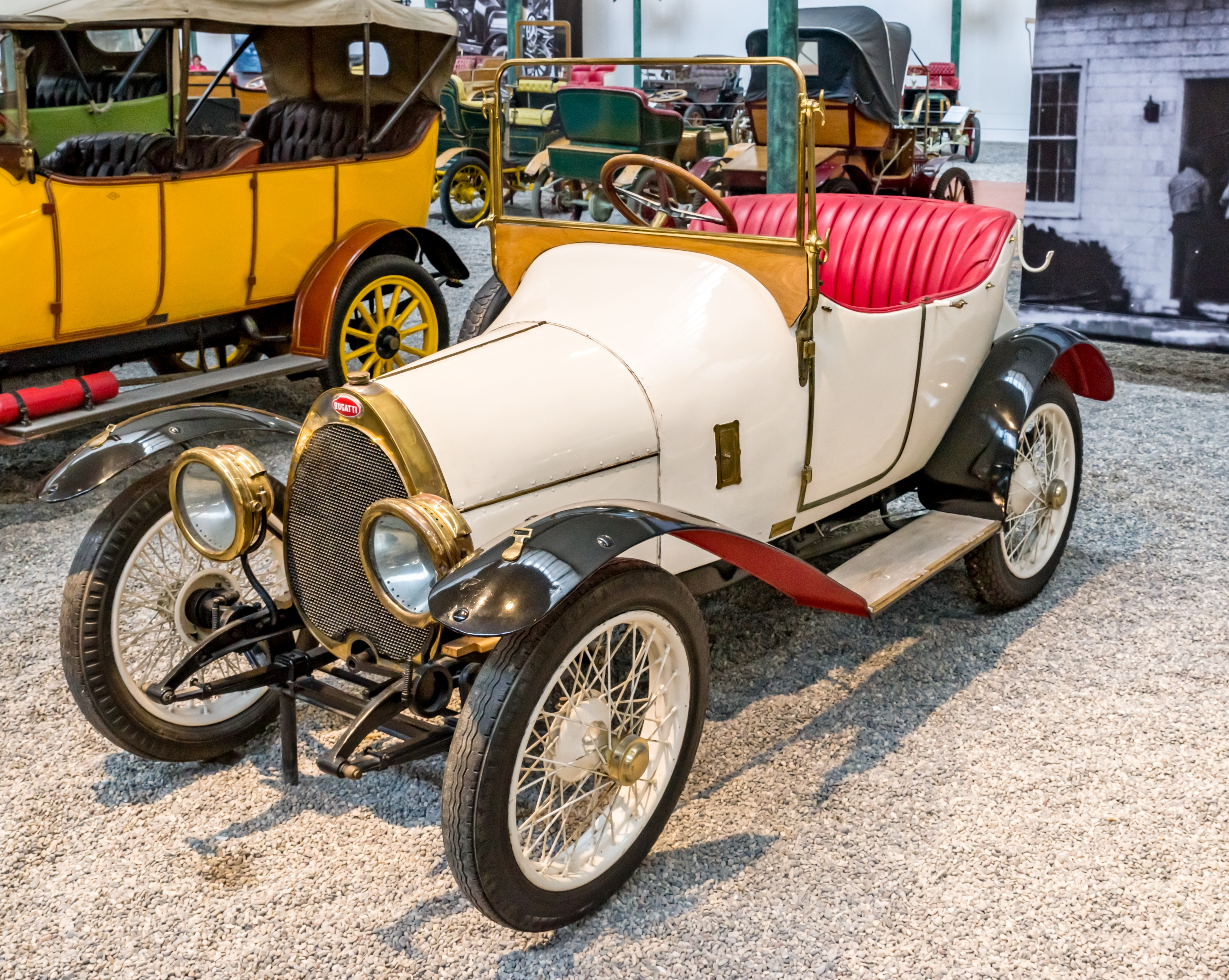
Bugatti Type 13

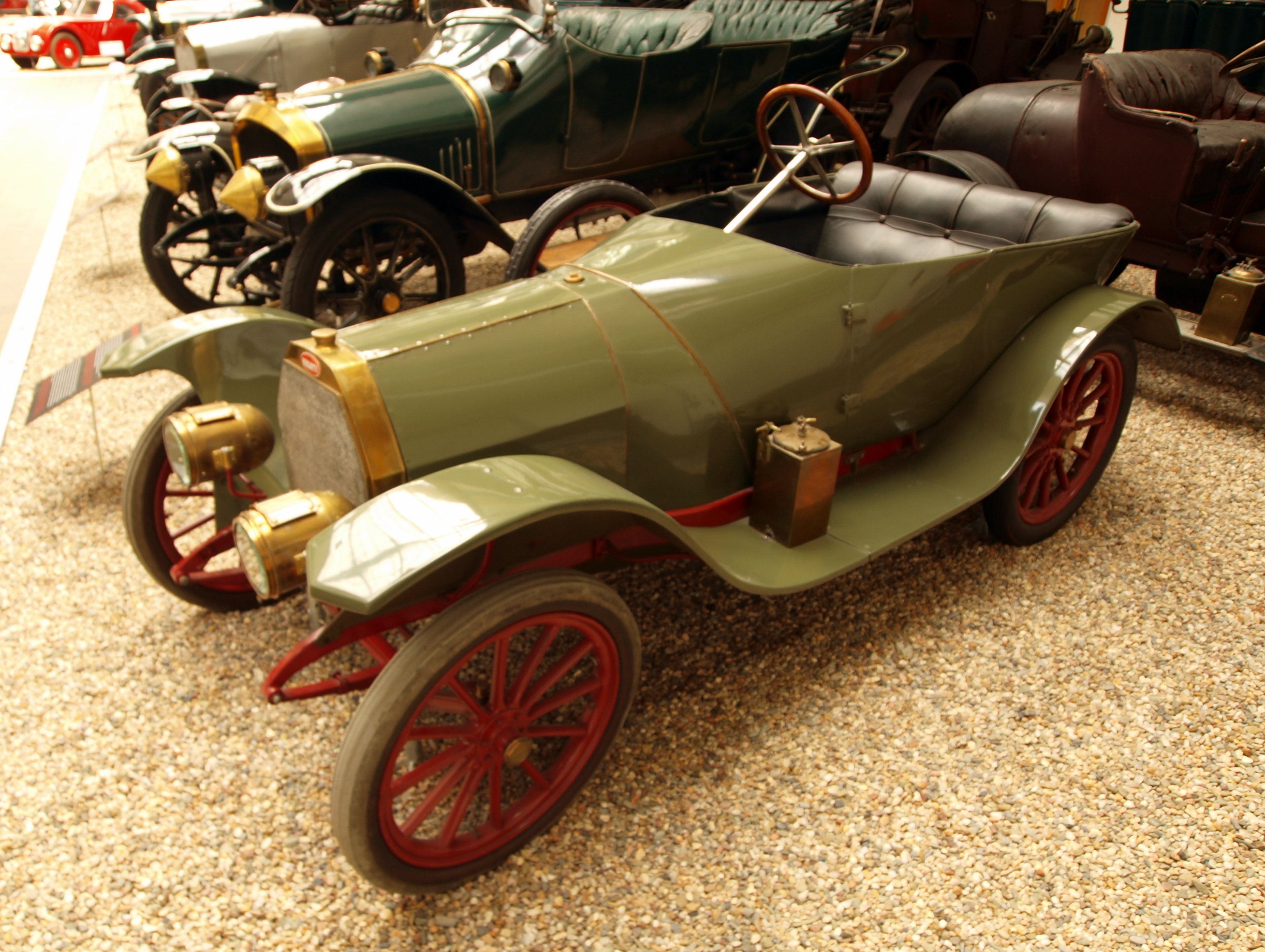
Dieser Type 13 von 1910 im Technischen Museum Prag gilt als ältestes erhaltenes Fahrzeug, das unter dem Markennamen Bugatti hergestellt wurde

Der Bugatti Type 13 war das erste Serienmodell, das den Namen Bugatti trug. Vorgänger war der Prototyp Type 10. Die Produktion des Type 13 begann 1910 und dauerte bis 1926, unterbrochen durch den Ersten Weltkrieg.
Die meisten Straßenfahrzeuge hatten einen Motor mit zwei Ventilen je Zylinder; fünf Fahrzeuge hingegen waren mit Vierventilmotoren ausgestattet, sodass der Type 13 eins der ersten Autos mit Vierventiltechnik war. Der Type 13 wurde als „pur-sang de l'automobile“ („Vollblut-Auto“) bekannt. Nach dem Ersten Weltkrieg wurde das Auto mit Mehrventilmotoren weiterproduziert.

## Modellgeschichte
Ettore Bugatti stellte das Fahrzeug ab 1910 in seinem Werk in Molsheim her. Der Kleinwagen mit einem obengesteuerten Vierzylindermotor, 1,3 Liter Hubraum und 15 PS Leistung war das erste und zunächst einzige Modell der Marke. Der offene Aufbau als Roadster mit Anklängen an eine Torpedo-Karosserie bot Platz für zwei Sitze nebeneinander.
Bugatti verbesserte seine leichte Konstruktion zum Type-13-Rennsportwagen. Einige Konstruktionselemente dieser ersten Ausführung blieben bis zur Einstellung des Modells erhalten. Dazu gehören das Fahrgestell in seinen Grundzügen, der Motor mit fest vernietetem und daher nicht abnehmbaren Zylinderkopf, obenliegender Nockenwelle (OHC-Ventilsteuerung) und Königswellenantrieb. Diese erste Ausführung hatte 65 mm Bohrung, 100 mm Hub, 1327 cm³ Hubraum und leistete 15 PS.
1912 erschien die zweite Serie. Die Bohrung des Motors wurde auf 66 mm vergrößert. Das ergab 1368 cm³ Hubraum. In Verbindung mit einer erhöhten Verdichtung leistete der Motor nun 18 PS.
Sie alle hatten bereits den für die Baureihe typischen OHC-Vierzylindermotor. Der erste Katalog der Marke erschien am 1. Dezember 1910, zweifellos als Begleitmaterial zum Stand am Pariser Autosalon, den Bugatti in diesem Jahr erstmals gebucht hatte. Ein inhaltlich ähnlicher Prospekt erschien Anfang 1911.
Ein großer Fortschritt war Bugattis Vierventiltechnik, die zu den ersten ihrer Art gehörte. Die Verwendung eines Dual-Zenith-Vergasers brachte eine Leistungssteigerung auf 30 PS bei 4500/min. Der Rennwagen hatte rundum Blattfedern.
Der Erste Weltkrieg zwang Ettore Bugatti, die Produktion zu stoppen. Er nahm zwei komplette Fahrzeuge für die Dauer des Krieges mit nach Mailand. Die Teile von drei weiteren Bugattis Type 13 ließ er in der Nähe seiner Fabrik vergraben. Nach dem Krieg kehrte Ettore Bugatti aus Mailand zurück und fertigte aus den verbliebenen Teilen fünf Fahrzeuge für den Rennsport.
Diese Bugatti-Modelle waren die einzigen, bei denen der Vergaser auf der linken Seite des Motors und der Auspuff auf der rechten Seite zu finden war. Ab 1926 wurden die Modelle mit Vorderradbremsen ausgerüstet.

## Beschreibung
Der erste Type 13 ist eine in vielerlei Hinsicht wenig vergrößerte Version des Prototyps Type 10.
Bugatti legte auch Wert auf ein ästhetisches Erscheinungsbild des Motors und des Kühlers. Anfangs war der Kühlergrill eckig, ab 1912 oval.
Der wassergekühlte Vierzylinder-Viertaktmotor geht direkt auf jenen des Prototyps Type 10 zurück. Der Grauguss-Motorblock und der Zylinderkopf bestehen aus einem einzigen Gussstück, daher ist der Kopf nicht abnehmbar. Die Kolben sind aus Stahl.
Die Kurbelwelle ist bei frühen Modellen dreifach in Bronze-Gleitlagern gelagert; später experimentierte Bugatti mit anderen Materialien und Kugellagern. Bei den letzten und leistungsfähigsten Ausführungen waren Kugellager lieferbar, mit denen sich deutlich höhere Drehzahlen erreichen ließen.
Das Kurbelwellengehäuse besteht aus einer Leichtmetalllegierung und ist direkt an den Längsträgern des Fahrgestells befestigt.
Die frühen Motoren haben Schleuderschmierung. Der Öltank dafür ist oben an der Spritzwand angebracht. Er wird über eine von der Kurbelwelle angetriebene Welle mit Spiralverzahnung unter Druck gehalten.
Ventile und Zündkerzen sind über Wartungsöffnungen zugänglich.
Der Motor hat eine Wasserkühlung mit Wasserpumpe, aber ab Werk keinen Ventilator.
Bugatti verwendete einen in dieser Klasse ungewöhnlichen Ventiltrieb mit einer obenliegenden Nockenwelle. Sie wird über eine Königswelle mit doppelten Kegelrädern angetrieben. Sie betätigt bananenförmig gebogene Ventilstößel.
Der Motor mit 1368 cm³ Hubraum erhielt eine stirnseitig angebrachte Ölpumpe.
Üblicherweise wurden Vierganggetriebe mit Rückwärtsgang eingesetzt, die zeittypisch noch mit geradeverzahnten Zahnrädern ausgestattet waren. Das Getriebe ist nicht mit dem Motor verblockt, sondern mit ihm durch eine kurze Welle verbunden. Das Getriebegehäuse dient auch der Versteifung des Fahrgestells.
Das Fahrgestell besteht aus zwei Längsträgern, die vorn hauptsächlich vom dazwischen befestigten Kurbelwellengehäuse und in der Mitte vom Getriebegehäuse gehalten werden.
Ab 1919 hatte der Motor vier Ventile pro Zylinder und leistete damit etwa 30 PS.
1921 wurde die Zylinderbohrung auf 68 mm erhöht, was 1453 cm³ Hubraum ergab. In der Rennausführung leistete der Motor 40 bis 50 PS.
1923 folgte eine weitere Hubraumerhöhung auf 1496 cm³. Dazu wurde die Bohrung auf 69 mm vergrößert.
Der Radstand betrug einheitlich 200 cm und die Spurweite 115 cm. Für die erste Ausführung bis 1912 sind 280 cm bis 300 cm Länge und 150 cm Breite angegeben. Für die Ausführung ab 1912 sind 280 cm Länge und 125 cm Breite bekannt. Ab 1914 wird eine Breite von 135 cm genannt.

## Technische Daten
| Daten                           | Type 13 | Type 13 | Type 13 | Type 13 | Type 13 „Brescia“ | Type 13 „Brescia“ |
| ------------------------------- | --- | --- | --- | --- | --- | --- |
| Beschreibung:                   | 1,3 L 8V | 1,4 L 8V | 1,4 L 16V | 1,45 L 16V | 1,45 L 16V | 1,5 L 16V |
| Bauzeit:                        | 1910–1912 | 1912–1914 1919–1920 | 1919–1920 | 1921–1922 | 1921–1922 | 1923–1926 |
| Motor:                          | 4-Zylinder-Reihenmotor (Viertakt) Monoblock-Grauguss                                                                                          | 4-Zylinder-Reihenmotor (Viertakt) Monoblock-Grauguss                                                                                          | 4-Zylinder-Reihenmotor (Viertakt) Monoblock-Grauguss                                                                                          | 4-Zylinder-Reihenmotor (Viertakt) Monoblock-Grauguss                                                                                          | 4-Zylinder-Reihenmotor (Viertakt) Monoblock-Grauguss                                                                                          | 4-Zylinder-Reihenmotor (Viertakt) Monoblock-Grauguss                                                                                          |
| Hubraum:                        | 1327 cm³ | 1368 cm³ | 1368 cm³ | 1453 cm³ | 1453 cm³ | 1496 cm³ |
| Bohrung × Hub:                  | 65 × 100 mm | 66 × 100 mm | 66 × 100 mm | 68 × 100 mm | 68 × 100 mm | 69 × 100 mm |
| Kurbelwellen- Hauptlager:       | 3 Bronze-Gleitlager | 3 Bronze-Gleitlager | | | | |
| Schmierung:                     | Frischöl-Schleuderschmierung; Öltank an der Spritzwand                                                                                        | Frischöl-Schleuderschmierung; Öltank an der Spritzwand                                                                                        | Frischöl-Schleuderschmierung; Öltank vorn am Motorblock                                                                                       | Frischöl-Schleuderschmierung; Öltank vorn am Motorblock                                                                                       | Frischöl-Schleuderschmierung; Öltank vorn am Motorblock                                                                                       | Frischöl-Schleuderschmierung; Öltank vorn am Motorblock                                                                                       |
| Ventile:                        | 8 | 8 | 16 | 16 | 16 | 16 |
| Ventilsteuerung:                | SOHC über Königswelle | SOHC über Königswelle | SOHC über Königswelle | SOHC über Königswelle | SOHC über Königswelle | SOHC über Königswelle |
| Leistung (inoffizielle Angaben) | 15 PS | 18 PS | 30 PS | 30 PS | 40–50 PS | 40–50 PS |
| bei 1/min:                      | 2300 | 2500 | 2700 | 2700 | 2700 | 4500 |
| Verdichtung:                    | keine Angaben; erhöhte sich mit technischem Fortschritt                                                                                       | keine Angaben; erhöhte sich mit technischem Fortschritt                                                                                       | keine Angaben; erhöhte sich mit technischem Fortschritt                                                                                       | keine Angaben; erhöhte sich mit technischem Fortschritt                                                                                       | keine Angaben; erhöhte sich mit technischem Fortschritt                                                                                       | keine Angaben; erhöhte sich mit technischem Fortschritt                                                                                       |
| Motorschmierung:                | Tropfschmierung; Öltank mit Überdruck von Kurbelwelle                                                                                         | Tropfschmierung; Öltank mit Überdruck von Kurbelwelle                                                                                         | | | | |
| Kühlung:                        | Wasserkühlung mit Wasserpumpe | Wasserkühlung mit Wasserpumpe | Wasserkühlung mit Wasserpumpe | Wasserkühlung mit Wasserpumpe | Wasserkühlung mit Wasserpumpe | Wasserkühlung mit Wasserpumpe |
| Zündung:                        | Magnetzündung Rennausf. ab 1920 2 Magnete | Magnetzündung Rennausf. ab 1920 2 Magnete | Magnetzündung Rennausf. ab 1920 2 Magnete | Magnetzündung Rennausf. ab 1920 2 Magnete | Magnetzündung Rennausf. 2 Magnete; ab ca. 1921 Doppelzündung                                                                                  | Magnetzündung Rennausf. 2 Magnete; ab ca. 1921 Doppelzündung                                                                                  |
| Zündfolge:                      | 1 – 2 – 4 – 3 | 1 – 2 – 4 – 3 | 1 – 2 – 4 – 3 | 1 – 2 – 4 – 3 | 1 – 2 – 4 – 3 | 1 – 2 – 4 – 3 |
| Benzinzufuhr:                   | Gravitation | Unterdruck / Handpumpe | Unterdruck / Handpumpe | Unterdruck / Handpumpe | Unterdruck / Handpumpe | Unterdruck / Handpumpe |
| Gemischaufbereitung:            | 1 Vergaser Zenith 30 | 1 Vergaser Zenith 30 | 1 Vergaser Zenith 30 | 1 Vergaser Zenith 30 | 1 Vergaser Zenith 36 | 1 Vergaser Zenith 36 |
| Getriebe:                       | 4-Gang-Getriebe mit Rückwärtsgang unsynchronisiert nicht mit Motor verblockt; 3. Gang direkt                                                  | 4-Gang-Getriebe mit Rückwärtsgang unsynchronisiert nicht mit Motor verblockt; 3. Gang direkt                                                  | 4-Gang-Getriebe mit Rückwärtsgang unsynchronisiert nicht mit Motor verblockt; 3. Gang direkt                                                  | 4-Gang-Getriebe mit Rückwärtsgang unsynchronisiert nicht mit Motor verblockt; 3. Gang direkt                                                  | 4-Gang-Getriebe mit Rückwärtsgang unsynchronisiert nicht mit Motor verblockt; 3. Gang direkt                                                  | 4-Gang-Getriebe mit Rückwärtsgang unsynchronisiert nicht mit Motor verblockt; 3. Gang direkt                                                  |
| Kupplung:                       | Lamellen-Nasskupplung | Lamellen-Nasskupplung | Lamellen-Nasskupplung | Lamellen-Nasskupplung | Lamellen-Nasskupplung | Lamellen-Nasskupplung |
| Kraftübertragung:               | Wellenantrieb | Wellenantrieb | Wellenantrieb | Wellenantrieb | Wellenantrieb | Wellenantrieb |
| Übersetzungen:                  | 3,6 : 1 3.86 : 1 4.15 : 1 | | | | | |
| Radstand:                       | 2000 mm | 2000 mm | 2000 mm | 2000 mm | 2000 mm | 2000 mm |
| Fahrgestell:                    | Kastenrahmen mit Längsträgern aus U-Profilen; Kurbelwellen- und Getriebegehäuse mittragend                                                    | Kastenrahmen mit Längsträgern aus U-Profilen; Kurbelwellen- und Getriebegehäuse mittragend                                                    | Kastenrahmen mit Längsträgern aus U-Profilen; Kurbelwellen- und Getriebegehäuse mittragend                                                    | Kastenrahmen mit Längsträgern aus U-Profilen; Kurbelwellen- und Getriebegehäuse mittragend                                                    | Kastenrahmen mit Längsträgern aus U-Profilen; Kurbelwellen- und Getriebegehäuse mittragend                                                    | Kastenrahmen mit Längsträgern aus U-Profilen; Kurbelwellen- und Getriebegehäuse mittragend                                                    |
| Vorderachse:                    | Starrachse | Starrachse | Starrachse | Starrachse | Starrachse | Starrachse |
| Radaufhängung vorn:             | Halbelliptikfedern | Halbelliptikfedern | Halbelliptikfedern | Halbelliptikfedern | Halbelliptikfedern | Halbelliptikfedern |
| Hinterachse:                    | Starrachse | Starrachse | Starrachse | Starrachse | Starrachse | Starrachse |
| Radaufhängung hinten:           | Starrachse, De-Dion-Achse, geschobene Viertelelliptikfedern                                                                                   | Starrachse, De-Dion-Achse, geschobene Viertelelliptikfedern                                                                                   | Starrachse, De-Dion-Achse, geschobene Viertelelliptikfedern                                                                                   | Starrachse, De-Dion-Achse, geschobene Viertelelliptikfedern                                                                                   | Starrachse, De-Dion-Achse, geschobene Viertelelliptikfedern                                                                                   | |
| Bremsen:                        | Pedal auf Trommelbremse am Getriebe; Handbremshebel auf Trommelbremsen an der Hinterachse 1926: 4 Trommelbremsen; Hilfsbremse auf Hinterräder | Pedal auf Trommelbremse am Getriebe; Handbremshebel auf Trommelbremsen an der Hinterachse 1926: 4 Trommelbremsen; Hilfsbremse auf Hinterräder | Pedal auf Trommelbremse am Getriebe; Handbremshebel auf Trommelbremsen an der Hinterachse 1926: 4 Trommelbremsen; Hilfsbremse auf Hinterräder | Pedal auf Trommelbremse am Getriebe; Handbremshebel auf Trommelbremsen an der Hinterachse 1926: 4 Trommelbremsen; Hilfsbremse auf Hinterräder | Pedal auf Trommelbremse am Getriebe; Handbremshebel auf Trommelbremsen an der Hinterachse 1926: 4 Trommelbremsen; Hilfsbremse auf Hinterräder | Pedal auf Trommelbremse am Getriebe; Handbremshebel auf Trommelbremsen an der Hinterachse 1926: 4 Trommelbremsen; Hilfsbremse auf Hinterräder |
| Spurweite vorn/hinten:          | 1150 mm | 1150 mm | 1150 mm | 1150 mm | 1150 mm | 1150 mm |
| Reifen:                         | 650 × 65 | 700 × 75 | 710 × 90 | 710 × 90 | 710 × 90 | 710 × 90 4,5 × 19 ab 1925 |
| Benzintank:                     | Vorn, Spritzwand | Hinten im Fahrgestell; Rennausführung hinter den Sitzen                                                                                       | Hinten im Fahrgestell; Rennausführung hinter den Sitzen                                                                                       | Hinten im Fahrgestell; Rennausführung hinter den Sitzen                                                                                       | Hinten im Fahrgestell; Rennausführung hinter den Sitzen                                                                                       | Hinten im Fahrgestell; Rennausführung hinter den Sitzen                                                                                       |
| Gewicht Fahrgestell:            | 335 kg | 335 kg | 350 kg | 350 kg | 490 kg | 490 kg |
| Gesamtgewicht:                  | 430 kg | | | | | |
| Höchstgeschwindigkeit:          | 90 km/h | 90 km/h | 125 km/h | 125 km/h | 125 km/h | 150 km/h |
| Fahrgestellnummern:             | fortlaufend; keine Trennung nach Type | fortlaufend; keine Trennung nach Type | fortlaufend; keine Trennung nach Type | fortlaufend; keine Trennung nach Type | fortlaufend; keine Trennung nach Type | fortlaufend; keine Trennung nach Type |

## Rennsport

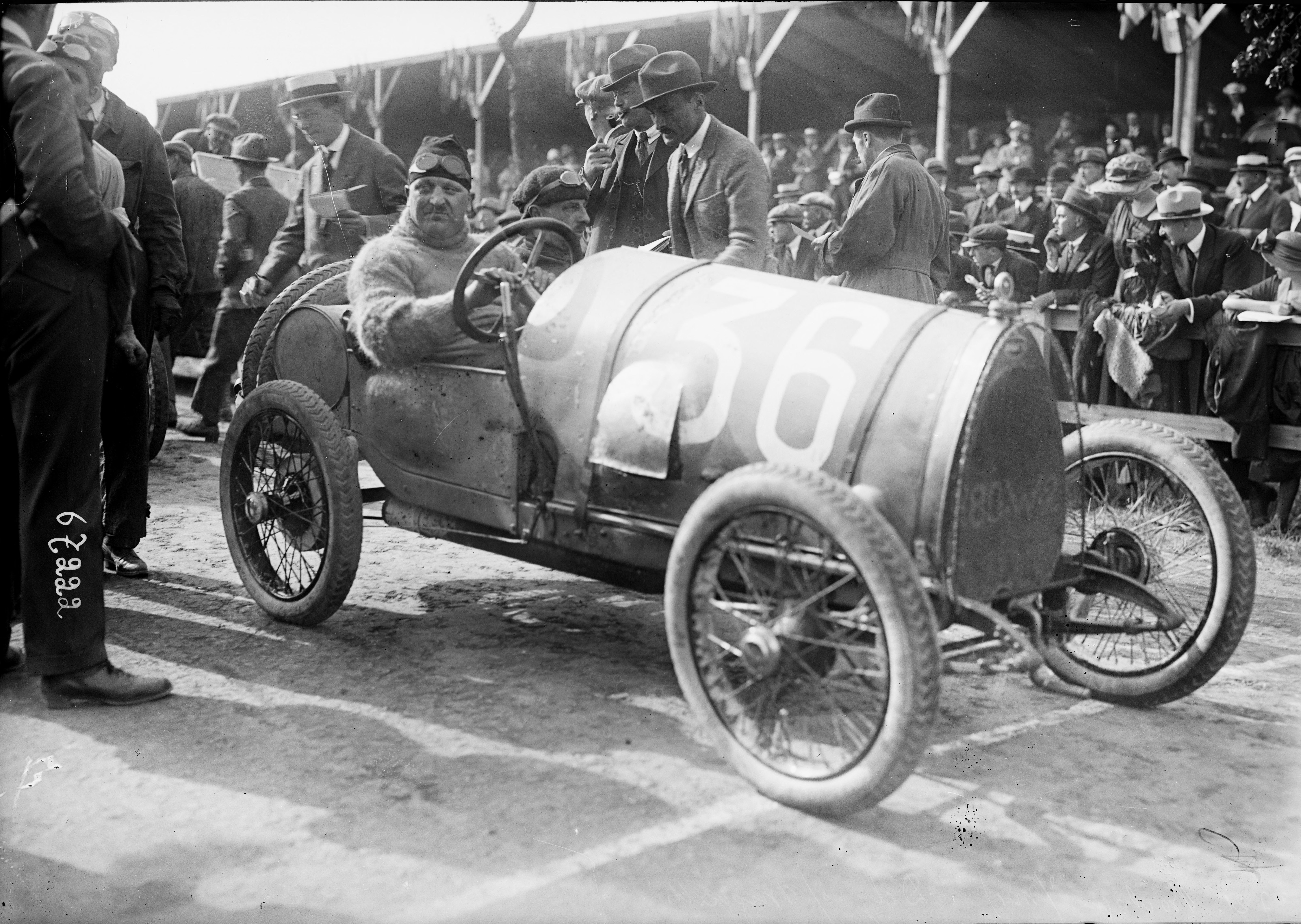
René Dély 1921

Die erste bekannte Teilnahme eines Fahrzeugs der Marke Bugatti an einem Motorsportanlass war am 21. Oktober 1910 bei der Bergprüfung von Gaillon. Genannt wird ein M. Darritchon.
Ein Fahrzeug startete beim Frankreich-Grand-Prix 1911 in Le Mans und galt wegen seiner geringen Größe als krasser Außenseiter. Ernest Friderich beendete das Rennen nach sieben Stunden auf dem zweiten Platz, hinter dem deutlich größeren und stärkeren F.I.A.T. von Victor Héméry.
Der Grand Prix des Voiturettes in Le Mans war das einzige französische Rennsportereignis im Jahr 1920, und Bugatti trat mit drei Autos an. Ernest Friederich gewann und Pierre de Vizcaya wurde wegen eines Regelverstoßes disqualifiziert.

## Produktion
In den letzten Wochen des Jahres 1910 wurden die ersten fünf Fahrzeuge fertiggestellt und 1911 entstanden weitere 75 Exemplare. Eine andere Quelle bestätigt 75 Fahrzeuge im Jahre 1911.
Die meisten Quellen sind sich darin einig, dass insgesamt 435 Fahrzeuge mit Achtventilmotor (Typen 13, 15, 17) und etwa 2000 Sechzehnventiler (Typen 13, 22, 23 und 27) hergestellt worden sind. Eine andere Quelle nennt 476 und 2006. Von den Rennausführungen wurden 40 Stück gebaut.